# 1948年中華民國總統選舉

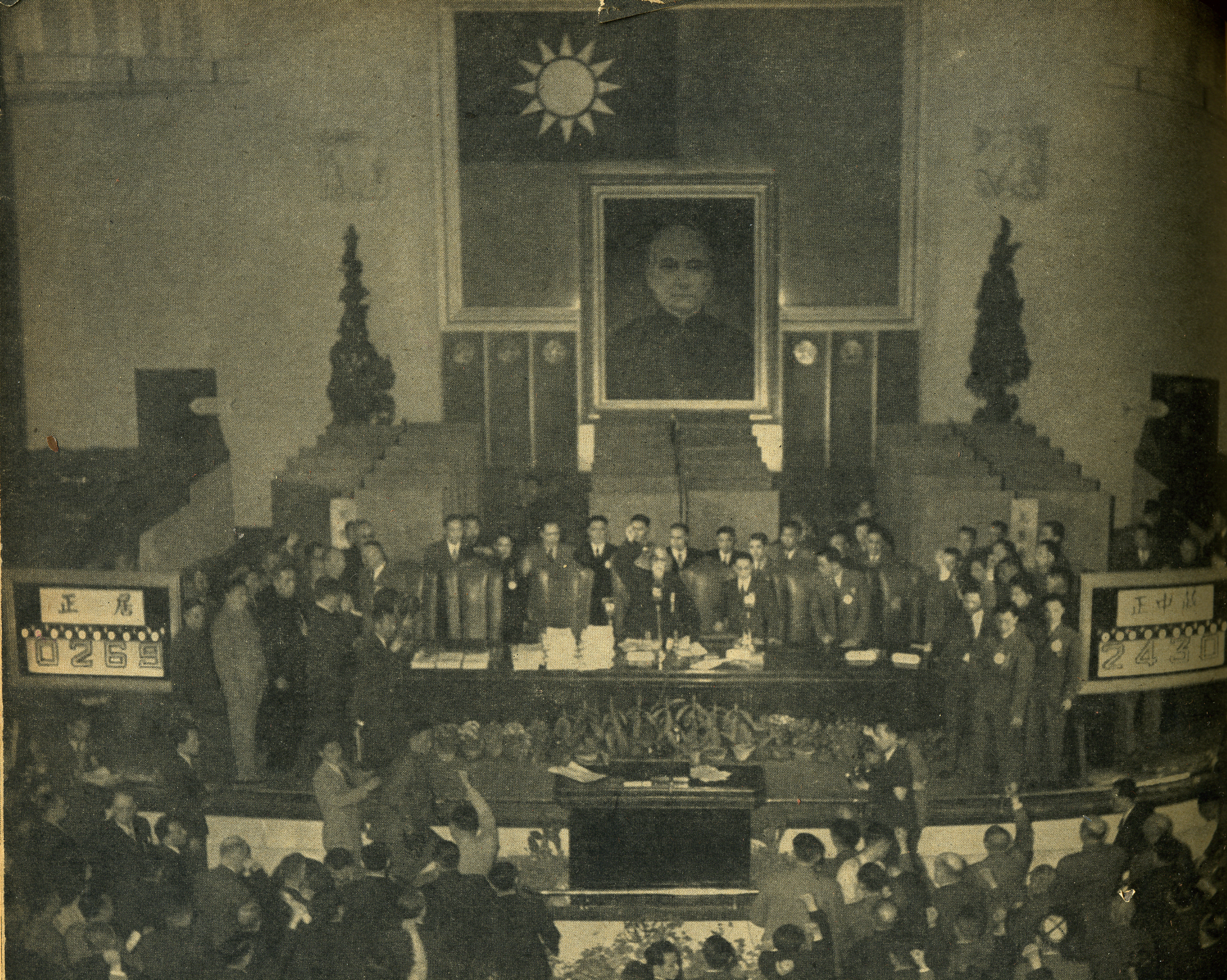
中華民國第一任總統、副總統選舉開票一景，可見計票板中寫著居正得269票，蔣中正得2430票

1948年中華民國總統選舉，即中華民國第一任總統副總統選舉，該屆選舉為首次依照中華民國憲法舉行的中華民國總統選舉，選舉方式是由具有民意基礎的中華民國國民大會（以下簡稱國大代表）進行投票的間接選舉。該選舉乃第一届国民大会第一次会议的一部分，選舉投票於民國37年（1948年）4月20日進行，選舉地點則是在中国南京市國民大會堂。中華民國副總統選舉雖同時進行，不過與總統選舉分開計票，不是與總統一起搭檔的選舉制度。
該選舉採差額選舉，且是首輪得票必需超過半數以上才能當選的絕對多數制選舉。在總統選舉方面，中國國民黨候選人、國民政府主席蔣中正以2430票的懸殊比數擊敗獲得269票的同黨對手居正，以將近八成的高得票率當選行憲後的首任中華民國總統。不過，蔣中正雖如預期的順利當選，但是蔣所屬意的中華民國副總統候選人孫科並未獲得當選。在經過四輪投票後，孫科以1295票比1438票敗給桂系軍人所擁護的李宗仁。不久，當選正副總統的蔣中正、李宗仁於同年5月20日在南京总统府宣誓就職。之後，中華民國總統副總統於5月20日就職，成為了慣例時至今日。
民國38（1949）年1月21日任期未滿一年的總統蔣中正因中國內戰等因素被迫宣布「下野」，依憲法第49條由副總統李宗仁代行總統職權。惟民國39（1950）年3月1日，蔣中正以李宗仁無法施行總統職權為由「復行視事」，並於臺灣省臺北市介壽館正式復任總統職務。
此次選舉為中華民國政府行憲之重要步骤之一。因為第二次國共內戰與中华人民共和国在北京成立等因素，該次選舉是中華民國至今唯一一次同時於台海兩岸舉行的大選。

## 選舉背景

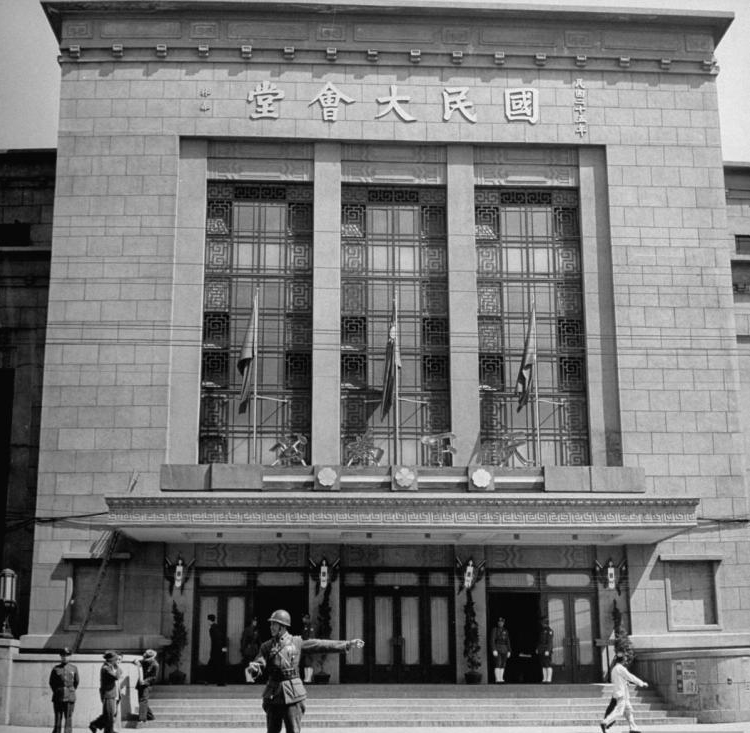
行憲时國民大會堂

### 制憲國民大會
1936年中華民國政府初步完成憲法的草案，稱為「五五憲草」，然而不久抗戰爆發，制憲工作遂停頓。
1945年抗戰勝利後，國共两党就和平建国问题先后举行重庆谈判和政治协商会议，然中國國民黨與中國共產黨談判聯合政府失敗後，国民政府唯有自行宣布1946年年底召開「制憲國民大會」制定憲法。1946年12月25日，《中華民國憲法》三讀通過，於1947年1月1日公布，同年12月25日正式實施，中華民國至此正式進入行憲的憲政時代。
而五五憲草下草擬的《中華民國憲法》，原本政體設計上趨於總統制，但是经国共两党推荐的中華民國制憲總工程師民社党人士張君勱根据政协宪草决议案，將其修改為偏向內閣制的憲法，这种修改经过多番波折最终在制宪国民大会上得到蔣中正和國民黨籍代表的认可而获得通过，《中華民國憲法》又被稱為「張君勱憲法」。

### 行宪國民大會
行憲後，中華民國政府隨即於全中國各地舉行第一屆中華民國國大代表選舉，预计選出全中國的3045名國大代表，12月24日各地呈报中央政府一共选出2042名超过三分之二。雖然中國共產黨拒絕參加且部分省份與直轄市無法選出其代表，不過當時控制中國絕大部分的中華民國政府，仍舊選出2961位的國大代表（本應選出3045位）。而這些國大代表，其最重要工作就是進行總統及副總統的選舉。

## 選舉方式

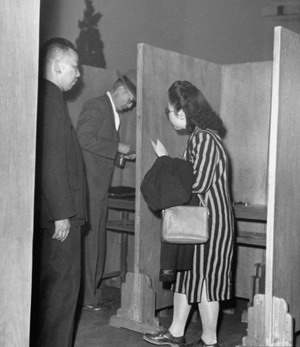
写票间

選舉選舉方式是由具有民意基礎的國大代表進行投票的間接選舉。該選舉乃第一届国民大会第一次会议的一部分，選舉投票於1948年4月20日進行，選舉地點則是在南京市國民大會堂。國大代表中國四十多省市的國大代表共有2841名報到，中華民國副總統選舉雖同時進行，不過與總統選舉分開計票，而且亦不是與總統一起搭檔的選舉制度。
依據當時中華民國法律，選舉總統或副總統皆由國大代表以間接選舉方式執行。又根據總統副總統選舉法第四條第三項，首輪總統或副總統投票後，候選人需要國大代表總人數（3045名）一半同意（1523名）情況下，才能確認當選。若沒有人超過半數，則必須行使第二輪與第三輪投票，而該兩輪的投票候選人則最多三名。再者，若第三輪投票，仍無候選人以超過一半國大代表的絕對多數（1523票）當選者，則以第三輪投票中的最高票與次高票作為兩候選人，然後在第四輪總統投票中，於兩位候選人當中，「重行投票圈選一名」（不必超過3045名國大代表的半數）。

## 總統選舉
1947年动员戡乱时期临时条款扩大总统权限，蒋参选总统。同年举行国民大会代表选举，此时战局对国府相当不利。1948年3月，第一届国民大会第一次会议在南京召开，国民大会3,545名代表投票。在總統選舉方面，時任中華民國國民政府主席的蔣中正雖然遭受中國共產黨“叛變”的威脅，不過於中國國民黨黨內及中國政界仍舊維持一定影響力（蔣中正為中國國民黨總裁，國民黨最高領導人）。1948年4月19日，第一屆國民大會選舉總統，蔣以2,430票當選為中華民國行憲後第一任總統。在4月20日早上的總統選舉過程中，在國大代表一人一票秘密選舉中，蔣中正以八成超高得票率，擊敗只獲得269票的同黨對手居正，並以絕對多數當選總統。
除去有效的選票2,699張之外，另有廢票35張。選票正面印有「蔣中正」和「居正」兩個名字，規定選舉時，要在二人中的一人名字上面畫一個圓圈，才能有效。畫歪了，畫多了，寫了其他的字，都無效。在這三十五張中：
(一)約有廿張是空白票，未畫圖，也未寫字，表示棄權。
(二)有的人在蔣中正和居正的頭上，都畫了圈，表示，兼愛。
(三)有一張，這位代表在居正名字之間，加上了一個「不」字，大約是發泄。
(四)有一張，圓圈畫在蔣中正三字之上，可是他的圓圈是大圈圈裡還有小圈圈。
(五)有幾張的圓圈畫在下面，或畫在名字之上。
(六)有一位代表大約迫念孫中山先生，硬在蔣中正之前寫了「孫文」二字，上面畫了一個圈。
(七)最奇怪的，是在蔣中正和居正上面各打「×」字一个。

## 副总统选举

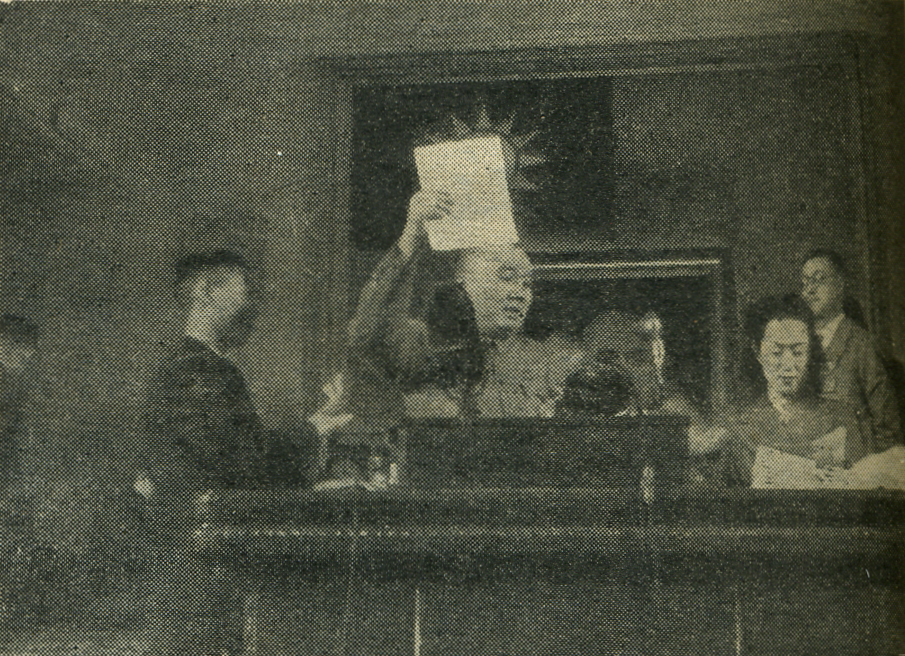
公开唱票

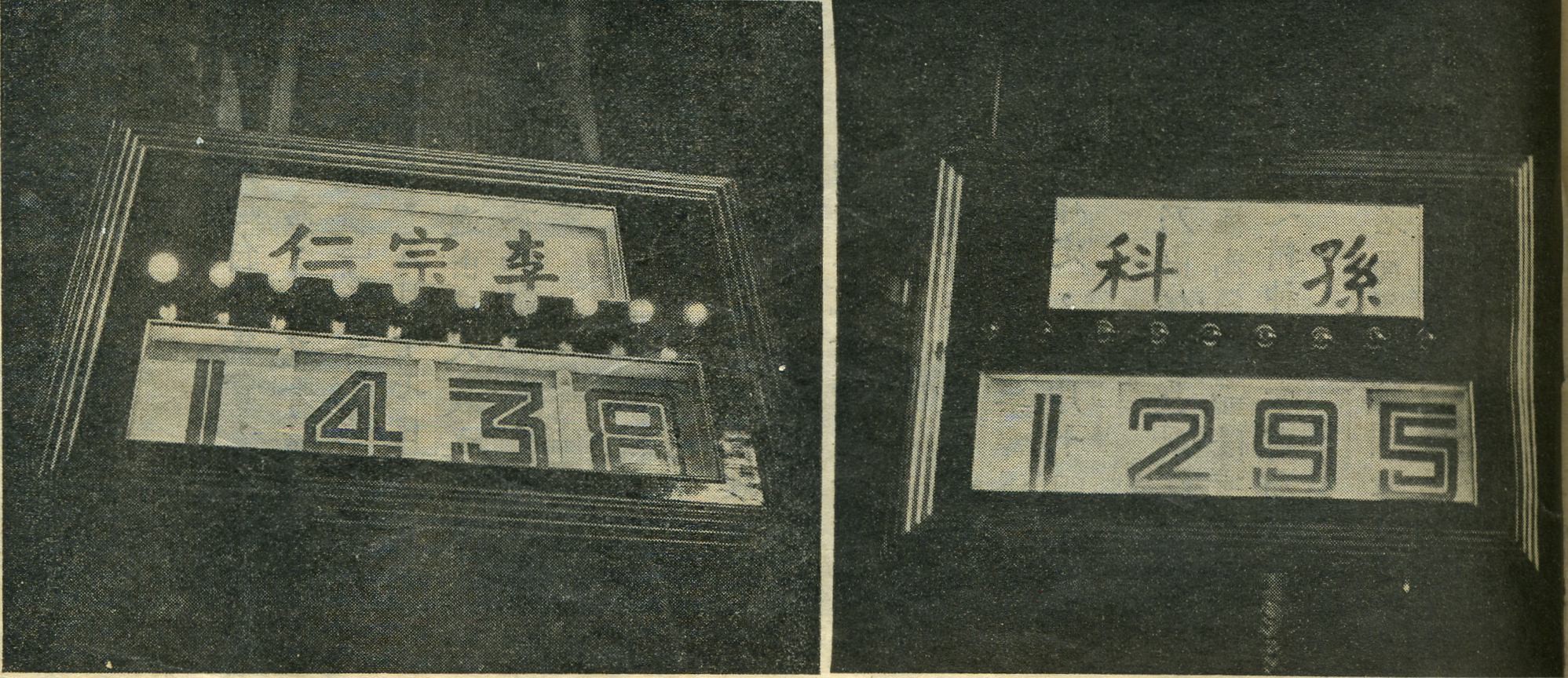
计票板

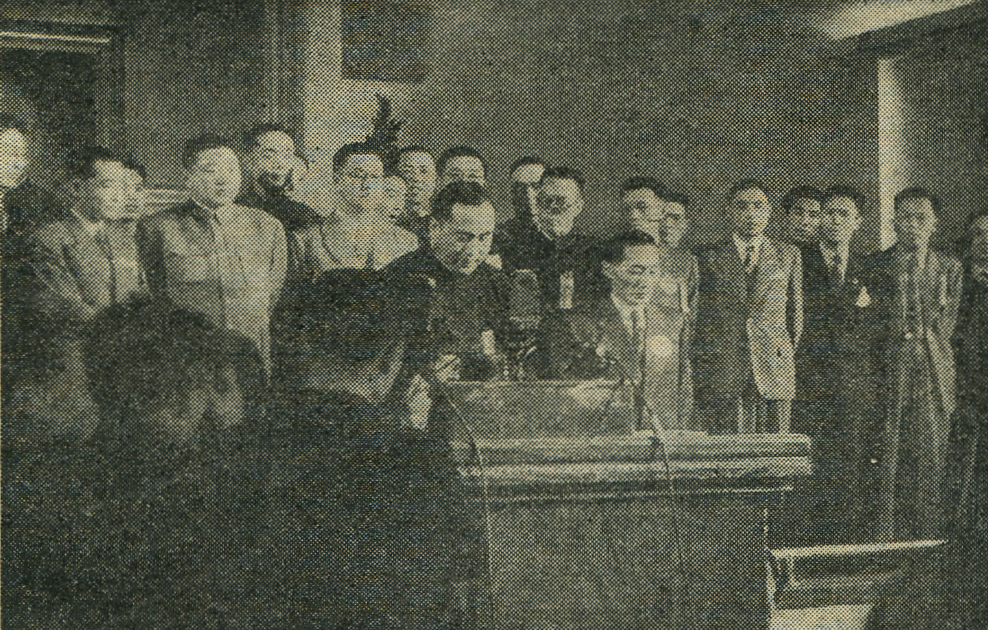
大会主席于斌汇报选举副总统经过

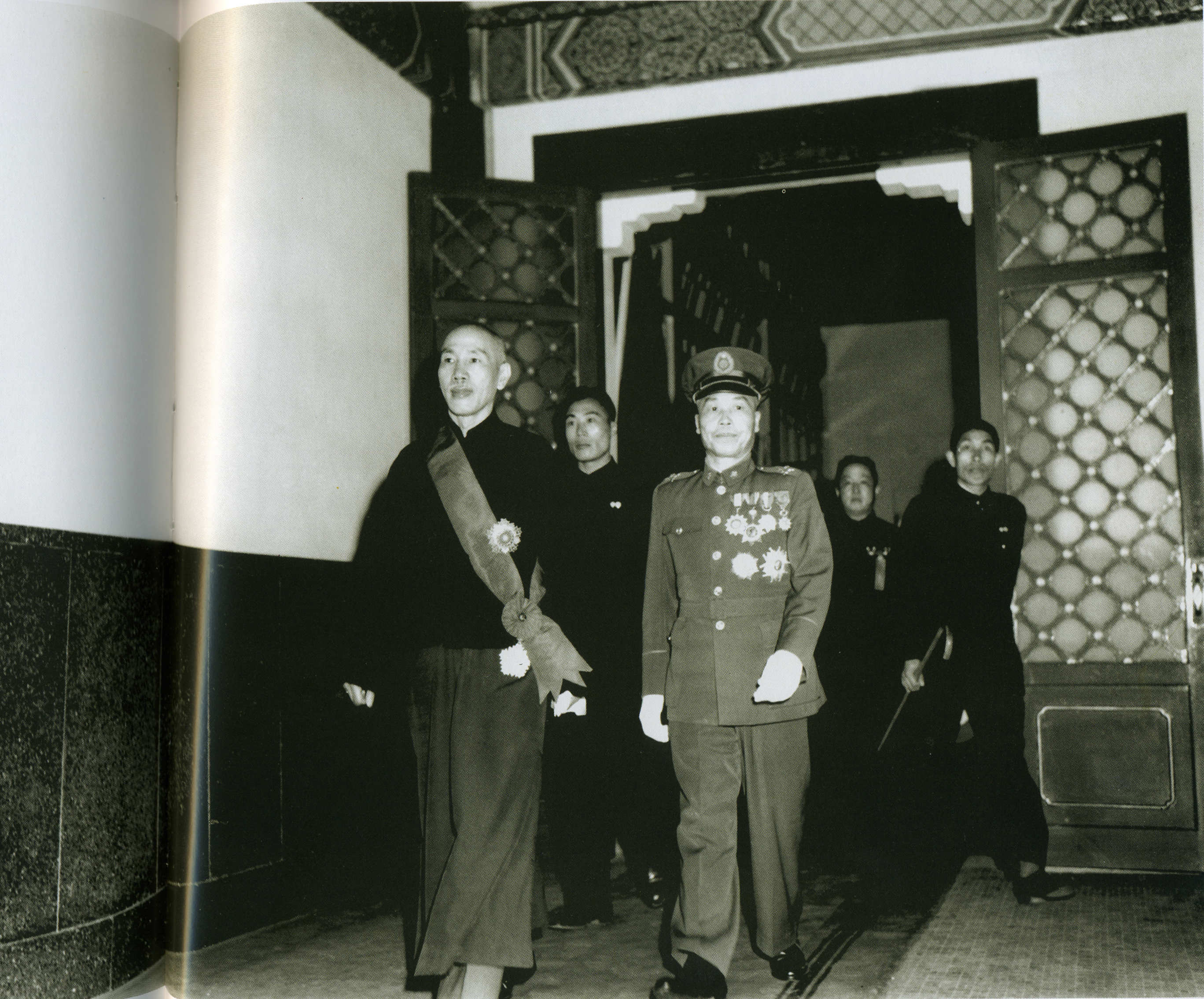
蒋中正与李宗仁於5月20日就職

比起總統選舉單純，該屆副總統選舉較為複雜。在1948年4月20日副總統候選人登記截止前，共有李宗仁、孫科、程潛、于右任、莫德惠、徐傅霖等六人參選。其中前四位為中國國民黨籍，徐傅霖屬中國民主社會黨，莫德惠為無黨籍。其中，由於蔣中正自己本身是軍人出身，因此希望在副總統人選上，能夠由文人出任，以平衡正副總統的角色形象。李宗仁也是軍人出身，桂系的軍事力量在歷史上又多次與蔣不合，只會造成蔣日後的行政阻力，大力反對李氏參選。不過，因李宗仁在對日抗戰期間頗有戰功，且於政界富有人望，蔣中正終無法迫其退選。勸退不成後，蔣中正乃在副總統選舉當中，全力支持中華民國國父孫中山獨子、曾任行政院院長及時任國民政府副主席、立法院院長的孫科。
在總統選舉過後，隨即舉行副總統投票。雖然蔣中正發表聲明表示副總統應由文人擔任，且表明支持孫科，但受到多位國大代表支持的李宗仁，競選氣勢一直為六人之冠。於是在4月23日下午的首輪投票中，李宗仁獲得了六位參選人最高的754票，而另外候選人得票情形分別為：孫科559票，程潛522票，于右任493票，莫德惠218票，徐傅霖則得到214票。因為沒有人過1,523票的門檻，依法選前三高票繼續第二輪投票。
4月24日，在依法舉行的第二輪投票中，李宗仁獲得1,163票，蔣中正支持的孫科得到945票，而最後一名為程潛616票。也就是出爐後的投票結果，依舊沒人過半數。面对第二轮结果，蒋中正亲自出马支持孙科，并令党务系统发动各路人马为孙科拉票，同时暗中为程潜助选，以分散李宗仁的选票。桂系为压倒孙科，由南京《救国日报》（社长龚德柏）揭出孙科与蓝妮的陈年情事，结果惹恼了广东籍国大代表，在张发奎、薛岳两位上将带领下，一群粤籍国大代表捣毁了《救国日报》社。支持孙科的代表还散布李宗仁“戡乱不力”、“亲共”的言论和郭德洁“贪污”的谣言。为了胜选，双方大有撕破脸皮之势。
此时，程潜因蒋介石要求退选，而在24日晚宣布退出竞选。李宗仁召集竞选团队开会，决定以退为进，也在25日晨宣布退选。这样，候选人仅剩孙科一人，孙科自觉无趣，也只得在25日中午宣布退选。大会只得暂时休会。蒋中正见此情形，只得召见白崇禧，表示他并不袒护任何一方，希望李宗仁继续参选。随后，国大主席团以不能在选举中途放弃竞选为理由，推胡适等敦请李宗仁等继续竞选。于是，三人均表示听候大会决定。在此情況下，該大會再於28日舉行第三輪投票，而該投票中，李宗仁得1,156票，孫科1,040票，程潛則得到515票。因為第三輪投票結果，仍未有人過半數，於是以李宗仁與孫科為兩位候選人的副總統第四輪投票，於隔日繼續舉行。依法，第四輪投票中，將由兩人圈選出副總統當選人。
在第四輪「相對多數當選」；且只有兩位候選人的這次副總統投票中，李宗仁獲得1,438票，孫科則得到1,295票。李宗仁雖沒有過半數，但依法（選舉法第五條，准用該法第四條第三項）獲得該選舉的勝利。最後，中華民國行憲後第一任副總統產生，是由國民黨桂系首領李宗仁，打敗蔣中正支持的孫科獲得當選。

## 得票狀況
| 總統   | 總統 | 總統           | 總統       | 總統       | 總統       | 總統       | 總統       | 總統       | 總統       | 總統       | 總統 |
| 候選人 | 政黨 | 政黨           | 得票       | 得票率     | -          | -          | -          | -          | -          | -          | 當選 |
| ------ | ---- | -------------- | ---------- | ---------- | ---------- | ---------- | ---------- | ---------- | ---------- | ---------- | ---- |
| 蔣中正 |      | 中國國民黨     | 2,430      | 90.03%     |            |            |            |            |            |            | 當選 |
| 居正   | 269  | 中國國民黨     | 9.97%      |            |            |            |            |            |            |            |      |
| 副總統 |      |                |            |            |            |            |            |            |            |            |      |
| 候選人 | 政黨 | 政黨           | 第一輪得票 | 第一輪得票 | 第二輪得票 | 第二輪得票 | 第三輪得票 | 第三輪得票 | 第四輪得票 | 第四輪得票 | 當選 |
| 候選人 | 政黨 | 政黨           | 票數       | 得票率     | 票數       | 得票率     | 票數       | 得票率     | 票數       | 得票率     | 當選 |
| 李宗仁 |      | 中國國民黨     | 754        | 27.32%     | 1,163      | 42.69%     | 1,156      | 42.64%     | 1,438      | 52.62%     | 當選 |
| 孫科   | 559  | 中國國民黨     | 20.25%     | 945        | 34.69%     | 1,040      | 38.36%     | 1,295      | 47.38%     |            |      |
| 程潛   | 522  | 中國國民黨     | 18.91%     | 616        | 22.61%     | 515        | 19.00%     |            |            |            |      |
| 于右任 | 493  | 中國國民黨     | 17.86%     |            |            |            |            |            |            |            |      |
| 莫德惠 |      | 無黨籍         | 218        | 7.90%      |            |            |            |            |            |            |      |
| 徐傅霖 |      | 中國民主社會黨 | 214        | 7.75%      |            |            |            |            |            |            |      |

## 就職典禮

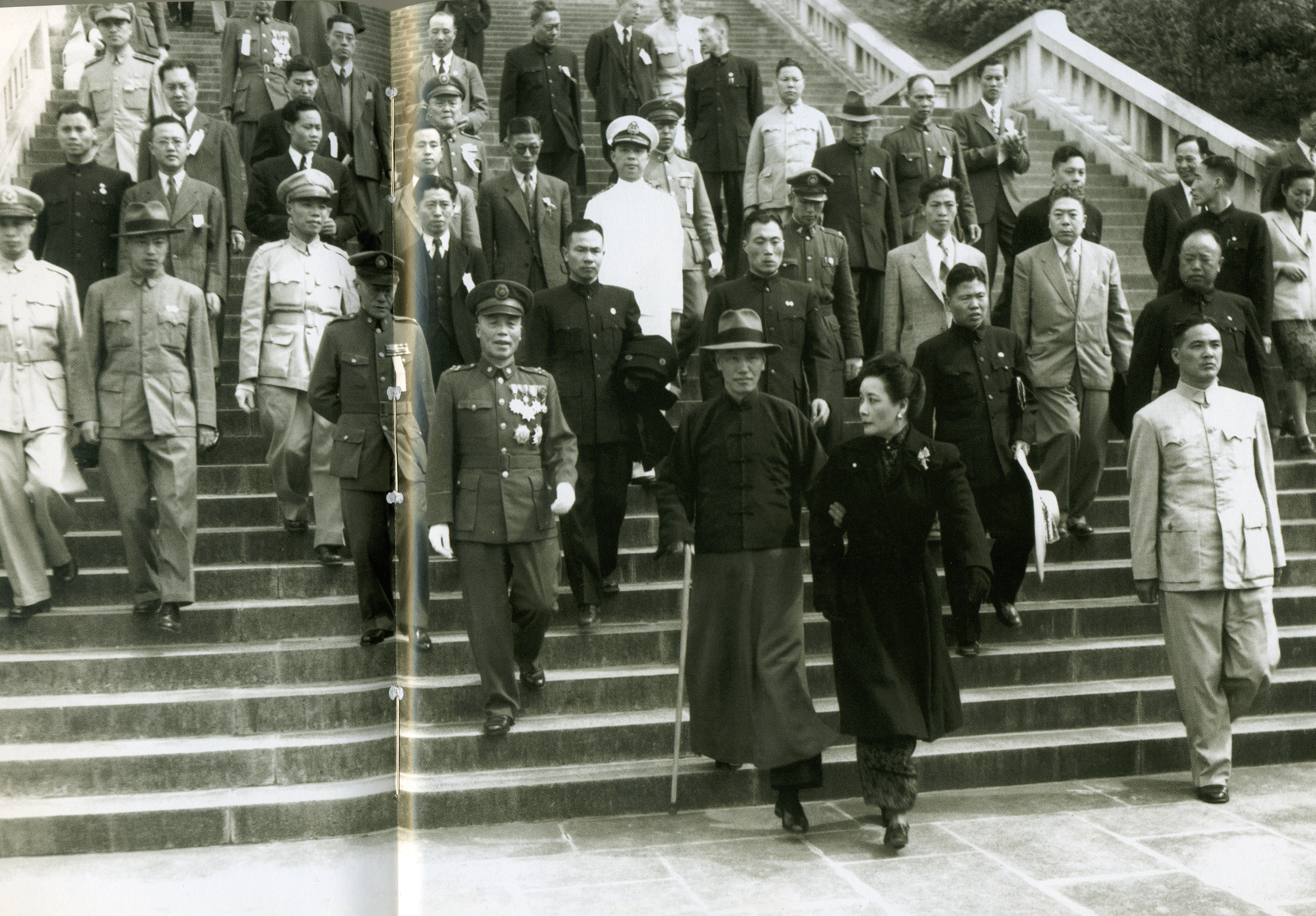
總統蔣中正、副總統李宗仁正式就職當天中山陵謁陵，蔣李關係明顯不合

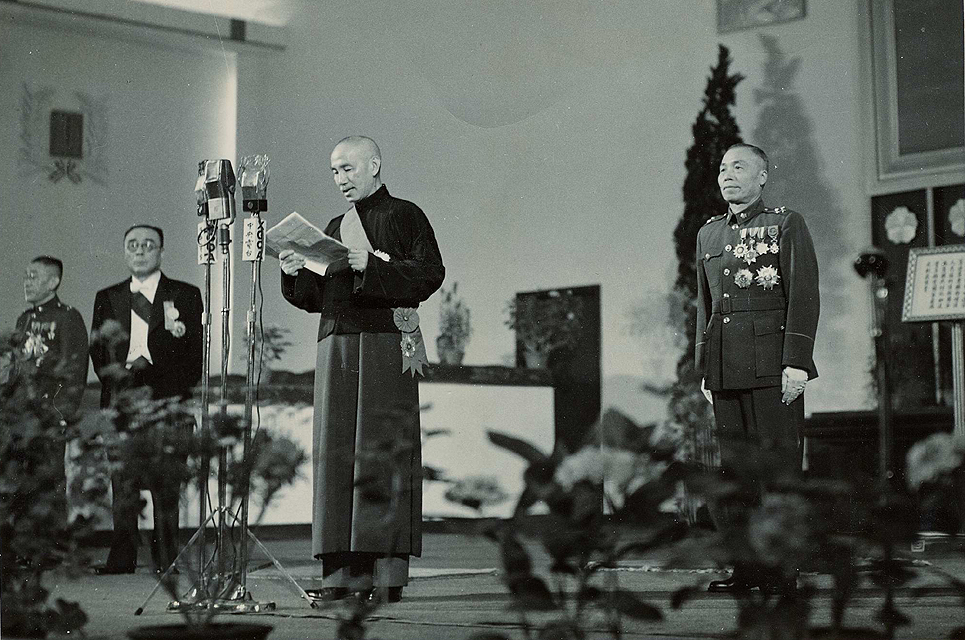
五二零總統就職演說

正副總統選舉皆產生當選人後，總統當選人蔣中正選擇在5月20日舉行正式的正副總統就職大典，此後中華民國歷屆正副總統皆在該日舉行就職大典，「520」也成為中華民國日後政治一個特殊的日子。第一任正副總統就職大典各國駐華使節均有出席，各國賓客共有大約3,000人左右。
據《李宗仁回憶錄》說他向總統蔣中正請示正副總統就職大典當天的禮服事宜，總統蔣中正本來向他約定穿燕尾服，卻在正副總統就職大典前一天，通知副總統李宗仁穿軍服即可。結果在正副總統就職大典上，副總統李宗仁穿著掛滿勛章的軍服出席，站在穿著長袍馬褂的總統蔣中正後方時，活像是總統蔣中正的侍衛或副官，毫無副總統的形象。總統蔣中正與副總統李宗仁二人關係不合在當時已經檯面化。